# Ahmadabad (Iran)
Ahmadabad – wieś w Iranie, w ostanie Azerbejdżan Zachodni, w szahrestanie Szahin Deż. W 2006 roku liczyła 1717 mieszkańców.